# 梧桐河农场
梧桐河农场是一个位于中华人民共和国黑龙江省佳木斯市汤原县的农场，亦是黑龙江省农垦宝泉岭管理局所属的一个农场。
梧桐河农场始建于1950年8月，原为梧桐河劳改农场。1954年7月，松江省与黑龙江省合并后，隶属黑龙江省公安厅劳改局。1973年1月改称梧桐河农场。1976年划归宝泉岭管理局。1984年改称梧桐河劳改支队，同年10月移交省司法厅劳改局管辖。1985年12月劳改队建制撤销，划归黑龙江农垦宝泉岭管理局，改为梧桐河农场。

## 行政区划
梧桐河农场下辖以下单位：
梧桐河场直社区、梧桐河农场第一管理区和梧桐河农场第二管理区。